# Пюпитр
- Напольный пюпитр
- Пюпитр в пианино

Пюпи́тр, пульт (фр. pupitre, нем. Pult от лат. pulpitum — помост, трибуна) — наклонный столик-подставка для нот. Бывает напольный, настольный или встроенный в музыкальный инструмент (например на крышке пианино).
Самые распространённые — напольные складные металлические пюпитры, которые удобны для транспортировки. Большинство металлических пюпитров имеет собственную опору в виде телескопически раздвигающегося штатива, некоторые крепятся к другому оборудованию (например, микрофонной стойке) на штанге. Большинство металлических пюпитров имеет возможность регулирования наклона нот. Существуют декоративные, сделанные из дерева, как правило дорогостоящие, пюпитры. Существуют также пюпитры с автоматизированным перелистыванием страниц.
Томас Джефферсон, бывший президент США, изобрёл вращающийся пюпитр, который он не запатентовал, так как ему нравилось свободное использование людьми его изобретений.
Согласно китайским манускриптам, пюпитры стали использоваться примерно с 200 года до н. э. Однако они не были популярны до конца XIV века, когда немецкие и швейцарские композиторы решили, что с ними удобнее играть музыку.